# 2026年大英國協運動會
2026年大英國協運動會是第23屆大英國協運動會，為英联邦成员国之间举办的一项综合性运动会。該屆大英國協運動會是英國女王伊丽莎白二世逝世后，国王查尔斯三世于2022年9月8日就任英联邦首脑后首次举办的英联邦运动会。
本届运动会目前还没有主办国。比赛原本预定於2026年3月17日至29日在澳洲維多利亞州吉朗、巴拉瑞特、本迪戈和吉普斯蘭等四個城市舉行，為期12天。在与英聯邦運動會聯合會（CGF）进行了两个月的沟通后于2022年4月宣布了这一决定。開幕典禮原定在州首府墨爾本的墨爾本板球場舉行，與以往的大英國協運動會不同，該屆賽會將不在一個主要城市舉行，而是由州主辦，並在首府以外的多個地區城市舉行。2023年7月19日，澳大利亚维多利亚州州长丹尼尔·安德鲁斯（Daniel Andrews）18日宣布，因成本过高且回报不大，该州将放弃2026年英联邦运动会的主办权。主办方最初估计，这次活动将耗资26亿澳元，而现在预计消耗超过60亿澳元。
2024年9月，苏格兰同意接手澳大利亚维多利亚州，在格拉斯哥举办2026年英联邦运动会，由澳大利亚方面提供部分资金支持，赛事规模及开支相比往届赛事大幅减少，比赛仅设立10个大项，并不设运动员村。

## 申办与放弃
2023年7月18日，维多利亚州州长丹尼尔·安德鲁斯（Daniel Andrews）和副州长杰辛塔·艾伦（Jacinta Allan）宣布，州政府打算取消2026年英联邦运动会。在英联邦运动会联合会同意维多利亚州主办该运动会的15个月后，州长表示，运动会的成本从最初预计的26亿澳元已攀升现在的60-70亿澳元，是预计收益的两倍，政府无法证明这笔开支是合理的。
州长表示，该州将把分配给运动会组委会的20亿澳元资金转用于体育基础设施和住房建设的一揽子发展计划，其中包括将10亿澳元用于在该地区建设1300套经济适用房和社会住房，：「已经很清楚的是，……我不会从本来用于医院和学校中的预算中拿出钱来举办一场实际成本大于预算高达2-3倍的活动。」
澳大利亚运动员和维多利亚州地区代表对这一决定表示失望。英联邦运动会联合会将超支归咎于维多利亚州政府的决定，而组委会负责人则认为60-70亿澳元的估算数字过于夸张。安德鲁斯政府已在2022年预算中为运动会拨款26亿澳元，并正在寻求联邦政府的帮助，但目前尚未收到任何出资承诺。
2023年8月19日，维多利亚州州长丹尼尔·安德鲁斯表示，因最终决定不再承办2026年英联邦运动会，维州将向赛事组织方赔付3.8亿澳元。
南澳大利亞州政府表示，该州政府此前曾对在阿德莱德举办奥运会进行过调研，但得出的结论是，在阿德莱德举办奥运会将耗资35亿澳元，而收益仅为12亿澳元。不过澳大利亚城市布里斯班已经于2021年成功申办2032年夏季奥林匹克运动会。在澳大利亚其他州宣布拒绝接手该届运动会之后，其他国家和地区也开始探讨主办该届运动会的可能性。

## 外部連結
- Victoria 2026 - Victorian Government （页面存档备份，存于）
- Official Twitter handle （页面存档备份，存于）

| 先前 伯明罕 | 大英國協運動會 維多利亞州 第23屆大英國協運動會 | 其後 未定 |